# Os sésamoïde

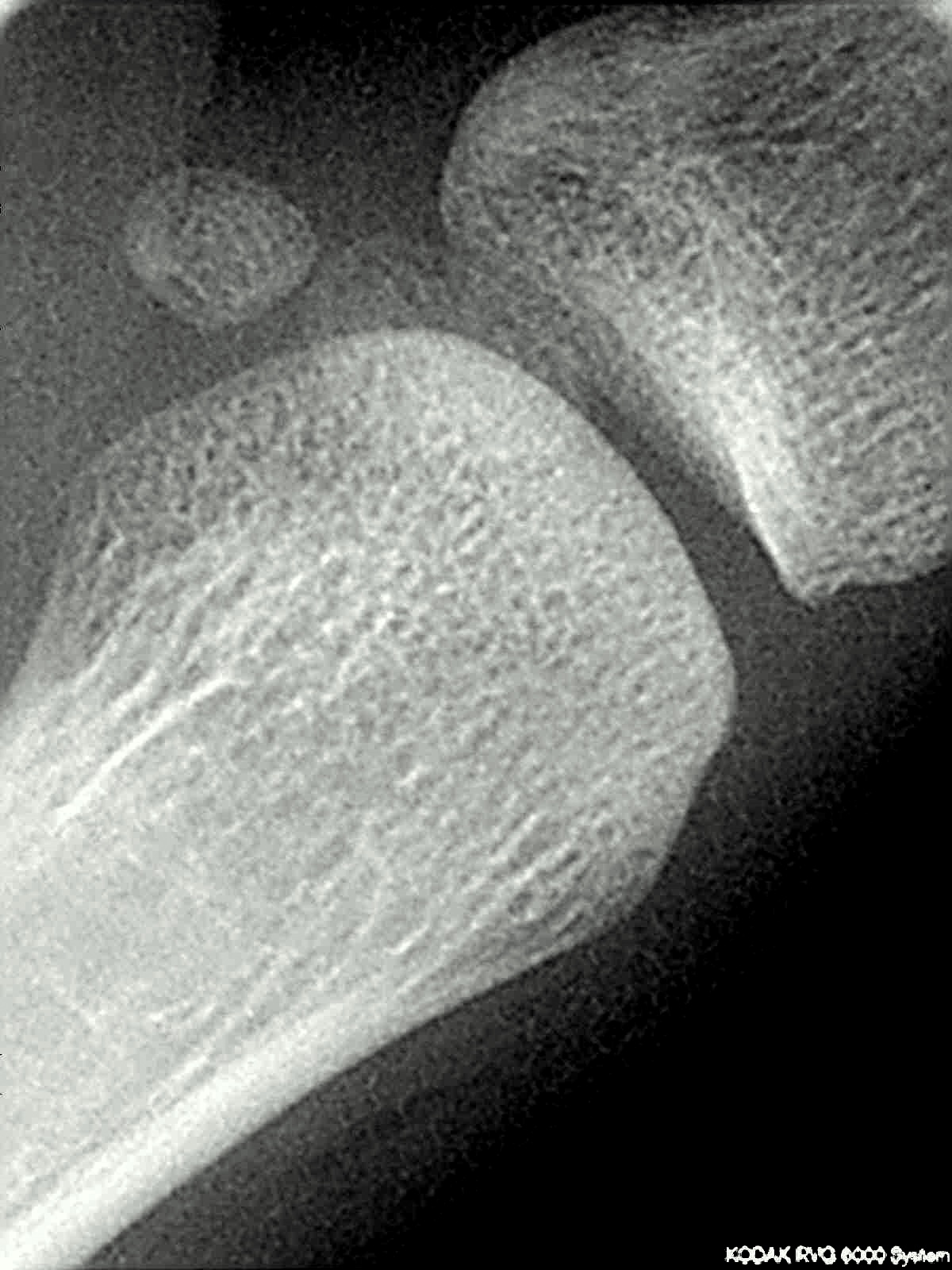
Os sésamoïdes médial et latéral situés au niveau de l’articulation métacarpo-phalangienne du pouce.

Les os sésamoïdes (du grec, sêsamoeides : qui ressemble au sésame) sont de petits os que l’on trouve principalement près des articulations et dans l’épaisseur de tendons. La formation des os sésamoïdes est différente de celle des autres os, puisque ce sont des vestiges de ligaments calcifiés, c’est pourquoi ils ne sont pas tous considérés comme partie intégrante du squelette humain.

## Os sésamoïdes constants
- la patella est le plus gros os sésamoïde[2], il est situé dans le tendon inférieur du muscle quadriceps fémoral, il est considéré comme un os à part entière,
- Le pisiforme est un os sésamoïde dans le tendon du muscle fléchisseur ulnaire du carpe[3] qui commence à s'ossifier chez les enfants entre 9 et 12 ans[4], il est considéré comme un os du carpe,
- au niveau de la main, deux os sésamoïdes se trouvent généralement dans les parties distales du premier métacarpien dans les tendons du muscle adducteur du pouce et du muscle court fléchisseur du pouce du pouce et  couramment il existe un os sésamoïde dans les parties distales du deuxième métacarpien,
- au niveau du pied, deux os sésamoïdes  se trouvent dans les parties distales du premier métatarsien dans le tendon du muscle court fléchisseur de l'hallux[5], chez certaines personnes, il n'y a qu'un seul os sésamoïde.

## Os sésamoïdes inconstants
- La fabella est un petit os sésamoïde trouvé dans le tendon du chef latéral du muscle gastrocnémien derrière le condyle latéral du fémur chez 10% à 30% des individus[6].
- La cyamelle est un petit os sésamoïde intégré dans le tendon du muscle poplité rarement observé chez l'homme[7],
- Au niveau de la main ou du pied, il peut exister d'autres sésamoïdes[8].

## Aspect clinique
La fracture la plus fréquente des os de type sésamoïde est une fracture d’avulsion.
Un os sésamoïde peut être sujet à une inflammation entraînant une sésamoïdite.  C'est une affection fréquente des pieds chez les danseurs. 
La maladie de Renander est une atteinte des sésamoïdes du premier métatarsien qui peut apparaître au cours de la croissance ou chez le jeune adulte.
Les os sésamoïdes ont généralement un apport sanguin très limité, ce qui les rend sujets à des ostéonécroses  par manque d'apport sanguin et qui sont difficiles à traiter.

## Anatomie comparée

### Cheval

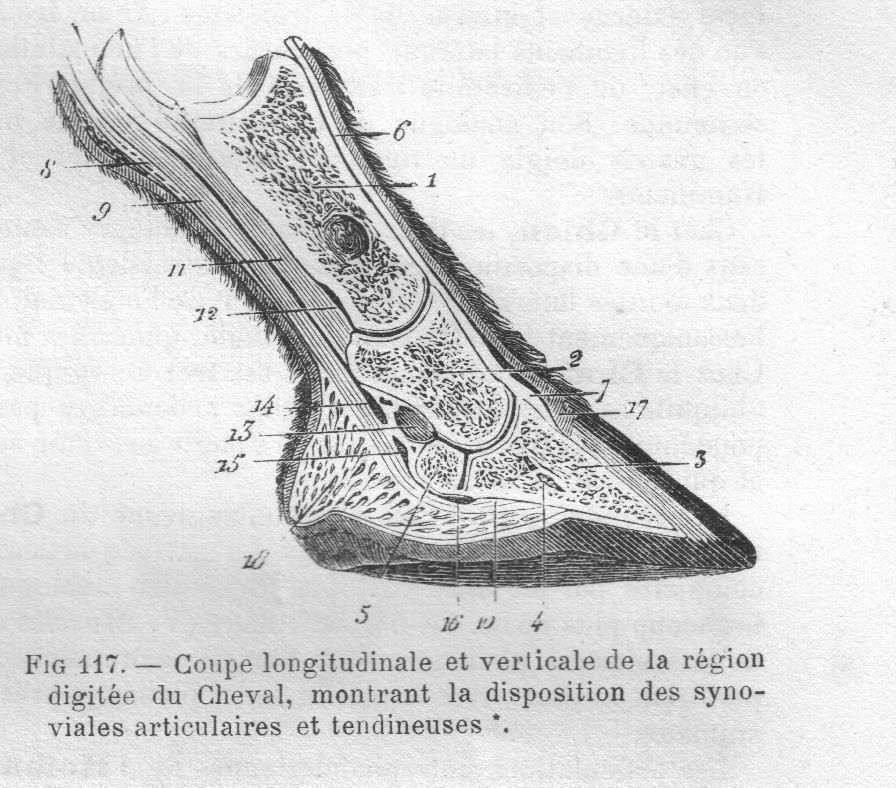

En anatomie équine, le terme os sésamoïde fait généralement référence aux deux os sésamoïdes situés à l'arrière du boulet ou aux articulations métacarpo-phalangiennes et métatarso-phalangiennes des membres postérieurs et antérieurs. La rotule est également une forme d'os sésamoïde chez le cheval.

### Panda géant et panda roux
Un des os sésamoïdes de la main du panda géant et du panda roux a une taille importante et forme le squelette d'un sixième doigt, un « faux pouce » aux mouvements limités.

### Autres
On retrouve des os sésamoïdes élargis dans d'autres espèces comme les éléphants, les sigmodons ou les taupes.